# Storuman (See)
Der See Storuman liegt in der schwedischen historischen Provinz Lappland nordwestlich bei Storuman. Er ist 170 km² groß und hat eine größte Tiefe von 122,5 Metern. Durch den See fließt der Umeälven. Der See ist gleichzeitig der größte Speichersee für Wasserkraft am Umeälven mit einer regulierbaren Höhe von 7 Metern. An seinem Südende liegt der Ort Storuman.
Der See besteht aus zwei deutlich unterscheidbaren Teilen. Der etwa 30 Kilometer lange nordwestliche Teil ist schmal und gewunden und wird von 400 bis 500 Meter hohen Berghängen umsäumt. Hier gibt es bis zu 112 Meter tiefe Bereiche, bei einer gleichzeitigen Breite von gerade einmal 500 Metern. Der südöstliche Teil ist bis zu 6 Kilometer breit und besitzt eine wenig gegliederte Uferzone. In diesem Bereich ist die Umgebung flach und es kommen sandige Halbinseln vor.
Am Abfluss des Sees beim Ort Storuman befindet sich das Kraftwerk Umluspen, das 1957 in Betrieb ging. Der zugehörige Staudamm hat eine Höhe von 15 m; die Wehranlage mit den zwei Wehrfeldern befindet sich in der Mitte des Damms.